# Лантух, Михаил Трофимович
Михаил Трофимович Лантух — советский хозяйственный, государственный и политический деятель, Герой Социалистического Труда.

## Биография
Родился в 1920 году в селе Кривенково. Член КПСС.
Участник Великой Отечественной войны. С 1946 года — на хозяйственной, общественной и политической работе. В 1946—1980 гг. — механизатор, бригадир колхоза имени Дзержинского Глуховского района Сумской области.
Указом Президиума Верховного Совета СССР от 15 декабря 1972 года присвоено звание Героя Социалистического Труда с вручением ордена Ленина и золотой медали «Серп и Молот».
Умер в Глуховском районе Сумской области после 1985 года.

## Награды и звания
- Герой Социалистического Труда (15.12.1972).
- орден Ленина (15.12.1972)
- орден Октябрьской Революции (08.04.1971)
- орден Отечественной войны II степени (1985)
- орден Трудового Красного Знамени (26.02.1958; 22.03.1966)
- орден «Знак Почёта» (31.12.1965)